# يوم أعيار
يوم أعيار ويعرف أيضاً بيوم النقيعة وهو أحد أيام العرب في الجاهلية وكان بين بني ضبة وبني عبس.
وذلك أن عمارة بن زيادٍ العبسي جمع جموعاً من قومه وأغار بهم على بلاد بني ضبة، ونهبوا إبلاً، فأتى الصريح بني ضبة، فأدركوا العبسيين وهم في المرعى، وقال شرحاف بن المثلم الضبي لعمارة: أتعرفني ؟ . قال لا: قال أنا شرحاف أدي إلى ابن عمي معضالا وكان قتله عمارة سابقاً، فقال عمارة أذكر اللبن يا شرحاف، فقال شرحاف: الدم أحب إلي من اللبن وحمل على عمارة بن زياد فقتله، وأنهزم بنو عبس وأستنقذ بنو ضبة إبلهم. وقال شرحاف بن المثلم الضبي في ذلك:
وقال الفرزدق يمدح بني ضبة: